# Менандр
Менандр (дав.-гр. Μένανδρος; 342 — 293/291 до н. е.) — давньогрецький комедіограф, афінський поет-драматург, найвидатніший представник нової античної комедії.

## Життя
Син заможного афінянина Діопейта, народився і жив у м. Афіни, на території, яка називалася Аттикою (звідси — аттична комедія), навчався в Лікеї у Теофраста. Був високоосвіченою людиною, багато читав, серйозно займався філософією. Його вчителем був учень і послідовник Арістотеля філософ Теофраст, автор цікавої роботи «Характери». Менандр вирізнявся незалежним характером і високо цінував як особисту свободу, так і свободу творчості. Так, він неодноразово відхиляв спокусливі запрошення одного з наймогутніших монархів того часу, царя Птоломея, переїхати до Александрії і стати придворним комедіографом (для порівняння: таку ж пропозицію сучасник і земляк Менандра, комедіограф Філемон, прийняв із задоволенням). Більшу частину життя Менандр провів у своєму маєтку біля Афін, на березі моря, де жив зі своєю коханою — гетерою Глікерою. У Давній Греції гетери часто мали непогану освіту і розвинений естетичний смак. Тож, врогідно, небезпідставними є відомості про те, що Глікера допомагала Менандру в літературній праці, і цілком можливо, що деякі риси цієї жінки втілені в текстах його комедій (принаймні, Менандр досить часто дає героїням своїм саме це ім'я). Писати почав рано, перша комедія «Герой» датована 324 р. до н. е. В ефебство, під час військової підготовки, був товаришем Епікура. Дядьком Менандра, а можливо і літературним наставником, був комедіограф Алексід. Менандр був близький до Деметрія Фалерського, правителя Афін, поставленого македонцями у 317—307 до н. е. Після падіння його режиму в 307 до н. е. Менандр не залишив Афіни. Трагічний випадок обірвав життя Менандра в розквіті творчих сил — п'ятдесятирічний драматург потонув, купаючись у Пірейській бухті, неподалік Афін.

## Творчість
Доля творчого доробку Менандра є специфічною: упродовж багатьох століть його твори були відомі лише за окремими цитатами або чиїмись коментарями. Менандр створив понад 100 комедій (відомо 109 назв, але серед них, можливо, є і подвійні заголовки), які збереглися лише у фрагментах та численних уривках з римських переробок. З 1907 знахідки папірусів відкрили великі зв'язні уривки декількох п'єс Менандра, у тому числі найвідоміші: «Полюбовний суд» і «Відрізана коса», «Хлібороб», «Облесник», «Герой», «Саміянка», «Щит». 1959 знайшли єдину повну п'єсу — «Відлюдник» і уривки з комедії «Сіконець». Не всі п'єси були поставлені в Афінах, а деякі і зовсім не ставилися за житті поета. Сценічним дебютом був «Гнів» (Orge), 321 до н. е. Менандр здобув тільки 8 сценічних перемог, при житті поступаючись Філемону. Голосну славу він набув тільки після смерті. Арістофан Візантійський вважав, що Менандр поступається лише Гомеру. Вважалося, що Менандр зм'якшує душі глядачів, «дає людям урок повного радості буття» аж до 5 століття. Через римських наслідувачів Плавта і Теренція він став справжнім родоначальником європейської комедії, що народилася з комедії новоаттичної.
Творчість Менандра не лише обумовлена, а й значною мірою обумовила ідейно-естетичну парадигму «нової аттичної комедії» — найвищого злету елліністичної літератури. На відміну від «старої аттичної комедії», в якій ставилися передовсім політичні й філософські проблеми, нова аттична комедія розробляла переважно сімейно-побутову, любовну або моралістичну проблематику. У комедіях Менандра відсутні політична злободенність і фантастичні елементи старої комедії, а переважають теми любові і сімейних відносин. Сучасник Александра Македонського і тривалих воєн його спадкоємцями, Менандр не торкається у своїх п'єсах політичних подій епохи; соціальні проблеми розглядаються лише з погляду особистої і сімейної моралі. Уже сама постановка таких питань, як про права дитини, несправедливості різної моралі для чоловіків
і жінок, моральності раба, знаменує розпад укладу життя «держави-міста» і наростання індивідуалістичного світовідчування еллінізму. Розробляючи еротичні теми, Менандр широко користується прийомами трагедії Евріпіда, переносячи міфологічні сюжети в сучасне йому середовище. Нова комедія і п'єси Менандра відрізняються від древньої комедії тим, що в них відсутня партія хору і вони обходяться без пісень і танців як частини дії. Немає тут і каламбурів з непристойностями, якими щедро користувалася древня комедія. Одноманітність фабульних елементів (спокушена дівчина, загублені діти, і їх впізнавання
батьками тощо) і типових фігур комедії (раб, трутень, гетера та інші) Менандр пожвавлює поглибленою розробкою характерів, що і обумовлюють розвиток дії (на відміну від інших представників «нової» комедії, які розробляли головним чином
інтригу), і митецькою технікою діалогу. Антична критика особливо цінувала в комедіях Менандра реалістичне зображення характерів. Відчутний вплив на формування його творчої манери справив Теофраст, який у роботі «Характери» вивів 30 мініатюрних портретів людей. Він продовжував традиції описової етики, розробленої Арістотелем. А в комедіях Менандра
знаходимо неначе художнє втілення вчення Арістотеля про необхідність дотримання людьми у їхній поведінці «золотої середини»: не слід бути ані занадто відлюдькуватим, ані занадто ревнивим, ані занадто нестриманим тощо.
Менандр був визнаним майстром індивідуальної характеристики персонажів. Так, у «Третейському суді» (перекладено І. Франком), діють два раби: Дав і Онисим. Оскільки вони належать до одного суспільного стану, та ще й виконують у сюжеті схожі ролі, здавалося б, автор міг би спокуситися легшим і звичнішим для тогочасної драматургії шляхом — створити образи — типи. Але Менандр індивідуалізує їх: за усієї їхньої схожості Дав скупуватий і тупуватий, а Онисим — чи не філософ. Або дві жінки з однаковими іменами — Мірріна, героїні комедій «Землероб» і «Герой». Перша сумлінно працює і виховує своїх незаконних близнюків, друга — вигідно одружується і до часу спокійно дивиться, як її рідна донька працює в неї ж наймичкою, а рідний син пасе худобу.
Але над усе глядачам подобалося, коли ролі й характери поєднувалися несподівано — «як у житті». Недаремно ж вони вигукували: «Менандре і життю! Хто з вас кого наслідував?», а імена Менандрових героїв ставали прозовими.
Яскравим втіленням майстерності Менандра в зображенні характерів є вже його рання комедія «Відлюдник». Починається вона монологом бога Пана, що виконує роль експозиції: в селищі Філи живе з дочкою селянин Кнемон, неякийсь відлюдник — буркотун, якого за нестерпний характер навіть покинула жінка, повернувшись у дім, де колись овдовіла і де жив її син від першого шлюбу Горгій. До Філ нещодавно приїхав син заможного батька Сострат. Оце й усе, що повідомляє Пан. На відміну від прийнятого тоді прийому попереднього знайомства глядачів із наступними подіями твору, детального «анонсу» тут немає. Тому глядачі були в постійній напрузі: а куди ж поверне інтрига?
Дія починається із підтвердження Кнемоном свого прізвиська «відлюдник», бо він побив Состратового раба Піррія, якого хазяїн послав до старого буркотуна. Для підкреслення провідної риси характеру Кнемона Менандр не шкодує художніх засобів, використовуючи зокрема й еллінський міф про погляд Медузи Горгони, який перетворював людей на камені. У нападі мізантропії Відлюдник заявляє: «Коли б цей дивний дар (погляд Горгони.-Ю. К.) хтось дав тепер мені — //Виднілися би скрізь лиш статуї одні»(Пер. А.Содомори,158-159).Горгіїв раб Дав, побачивши, що Сострат розмовляв із Кнемоновою донькою, розповів про це своєму хазяїнові. Горгій вирішив стати на захист честі сестри від, як він хибно вважає, «легковажного залицяльника», тому зробив Состратові зауваження про негідність такої поведінки. Але той зізнався, що покохав дівчину з першого поглядуі хоче з нею одружитися. Його щирість підкупила Горгія і, вирішивши допомогти Состратові, він попереджає приїжджого, що Кнемон хоче віддати доньку за якогось працелюбного селянина. Окриления коханням, Сострат цілий день пропрацював із лопатою і страшенно втомився. Ще день такої праці він навряд чи й витримав би. До слова, в цій деталі відчувається співчуття Менандра до важкої праці аатичних селян, зокрема й самого Кнемона, який, за словами раба Гети, «потом обливає скали мертві ті,//А в обмін дістає шавлію і чебрець»(605—606).І тут, як це часто буває в комедіях Менандра, на допомогу Состратові приходить випадок: Кнемон, служниця якого впустила в криницю відро, поліз за ним і впав у воду. Отже, відлюдник потрапив у ситуацію, коли не зміг обійтися без допомоги тих самих людей, яких уникав. А на допомогу старому буркотунові прибігають, звісно, саме Горій і Сострат. Після цієї події Кнемон немов переродився: він усвідомив свою помилку, визнав Горгія своїм сином і зробив висновок, що самотою на світі не проживеш. Користуючись нагодою, Горгій підвів до Кнемона свого товариша Сострата, який посватав Кнемонову доньку. І старий, хоч знає, що майбутній зять зовсім не трудіник-селянин, все-таки високо поцінував його вчинок:
Взявся ти за діло, знав, без лукавства, від душі.
Все робити погодився ради шлюбу, хоч такий
Ніжний ти, та взяв лопату і копав, і труд важкий
Стерпів. Вдачу розкриває, як ніколи, чоловік,
Коли вирішив зрівнятись з бідняком, хоч сам- багач.
Примхи долі нестійкої він поборе, цей юнак…(764—769)
Цей монолог Кнемона свідчить про його безумовну життєву мудрість і проникливість.
У інщому тексті Менандр прославляє дорогоцінні метали:
Епіхарм проповідує, що вода, вітри, вогонь, земля,
сонце, зірки є божествами,
а я божествами вважаю, що користь дають нам,
золото й срібло, які нам належать,
бо якщо ти їх маєш у своєму мешканні, ти можеш жадати
усього, чого потребуєш, тобі дістається усе — : поле, будинок, раби, срібні речі, так само до твоїх послуг
і друзі, і судді, і свідки.
Лише обдаровуй щедріше й богів будеш мати в служінні!

### Твори, що збереглися
- «Відлюдник», або «Мізантроп» (Dyskolos e Misanthropos), 316 до н. е., комедія характерів, що малює образ недовірливого і жовчного старого аттичного селянина Кнемона, через раптові повороти долі змушеного змінити своє неприязне ставлення до людей. П'єса визнана гідною першого призу на Ленеях.
- «Відрізана коса» (Perikeiromene), історія воїна, що ревнує свою кохану.
- «Саміянка» (Samia), комедія зі складною інтригою про батька, який підозрює, що син увів у нього коханку і має від неї дитину.
- «Полюбовиний суд» (Epitrepontes), історія шлюбу, що розпадається — молодий чоловік довідується про занадто ранню вагітність дружини, яку підозрює в дошлюбному зв'язку, у той час як це він сам, не впізнаний, повів її ще дівчиною зі шлюбного бенкету. Ця п'єса має складну інтригу, що призводить зрештою до розкриття правди.
- «Щит» (Aspis), комедія, до нас дійшла більша частина у папірусах, опублікованих у 70-і роки; у ній розповідається історія афінської родини, інтрига розгортається навколо майна, яким є військовий обладунок юнака, якого вважають загиблим.

До нас також дійшли великі фрагменти з п'єс:
- «Хлібороб» (Georgos)
- «Герой» (Heros)
- «Відзначена божеством» (Theophorumene)
- «Кіфаред» (Kitharistes)
- «Облесник» (Kolaks)
- «Перінфиянка» (Perinthia)
- «Примара» (Phasma)
- «Ненависник» (Misumenos)
- «Сіконець» (Sikyonioi)
- «Мешканці Імбросу»

### Мотиви
У комедіях Менандра незмінно присутні образи батьків — старих, суворих або поблажливих, скупих або щедрих; юнаків — легковажних, зразкових або таких, що виправляються по ходу дії; «гарних» і «поганих» гетер; молодих доньок містян; різного роду рабів, від дурнів, що одержують побої, до хитрунів, що направляють хід подій; воїнів, від нещасливих закоханих до гучних хвальків; успадковані від древньої комедії фігури паразитів і надутих кухарів. Стрижнем дії є іноді розкриття характеру головного героя, чиї реакції (гнів, недовірливість, жадібність) визначають розвиток дії, а іноді заплутана інтрига, що веде в підсумку до з'єднання двох закоханих або одержання багатства, часто ці цілі переплітаються. Репертуар мотивів не занадто багатий: спокушені дівчини, підкинуті або викрадені діти, розлучені родини і неминучий у всіх зрілих творах Менандра момент anagnorismos (впізнавання), але письменницьке мистецтво виявлялося в переплетенні мотивів і створенні на основі традиційних типажів індивідуальних, прекрасно змальованих характерів, у яких були відсутні крайності: ні чорних, ні білих, але майже завжди наділених якою-небудь рисою, що викликає симпатію. Атмосфера комедій Менандра відзначена симпатією до усіх виведених у них образів, розумінням людських доль і ситуацій, ненав'язливою дидактичністю. Це робить творчість Менандра явищем не настільки барвистим, як наповнена пристрастей древня арістофанівська комедія, але приємних, цікавих, схиляє до міркувань.
Персонажі Менандра схиляються перед мінливістю людської долі, якою керують божества (наймогутніша з яких — Тіхе). Найважливіші вимоги до людини — розуміння і співчуття до інших людей. Непрямим чином цю філософію розкривають численні блискучі в літературному відношенні сентенції, розсіяні в п'єсах. Саме з них здебільшого складаються фрагменти, що дійшли до нас у цитатах, з них же складаються частиною автентичні, частиною заповнені чужими, не менандрівськими, висловленнями збірники, що були навчальними текстами для шкіл і поширені в епоху пізньої античності й у Візантійський період.

## Стиль та мова
Комедії Менандра будувалися за певною схемою, що на багато століть стала канонічною. Зміст п'єси пояснювався в успадкованому від Евріпіда пролозі (іноді його вимовляло божество), за ним йшли 5 дій, розділених позначеними в тексті лише примітками виступами хору, про першу появу якого повідомляв один з акторів, але в хору не було власного тексту і він не грав ніякої ролі в ході п'єси. Сценічні діалоги написані ямбічним триметром, а інші частини — трохеїчним тетраметром.
Мовою комедій Менандра був аттичний діалект, що виразно тяжіє до розмовної мови освічених кіл Афін. Деякі герої відзначені індивідуальним мовним стилем, у «Щиті» навіть пародіюється дорійський діалект, вкладений у вуста псевдолікаря. Менандр уникає усілякої вульгарності у висловлюваннях, залишаючи елементи грубуватого комізму лише в сценах з кухарями і рабами. Нечасті в нього натяки на сучасні йому особи і події, при наявності розробленої економічної тематики відсутні політичні алюзії, хоча Менандр уміє реалістично відтворити тло як сценічних, так і подій, що відбуваються за сценою. Він чудово відтворює риси побуту, розбирається в суспільних інститутах і законах, що неодноразово обумовлюють дію п'єси («Щиті» і «Сікіонець»).

## «Відлюдник»
Яскравим прикладом майстерності Менандра в зображенні характерів є вже його рання комедія «Відлюдник». Починається вона монологом бога Пана, що виконує роль експозиції: в селищі Філи живе з дочкою селянин Кнемон, такий собі відлюдник-буркотун, якого за нестерпний характер навіть покинула жінка, повернувшись у дім, де колись овдовіла і де жив її син від першого шлюбу Горгій. До Філ нещодавно приїхав син заможного батька Сострат. Оце й усе, що повідомляє Пан. На відміну від прийнятого тоді прийому попереднього знайомства глядачів із наступними подіями твору, детального «анонсу» тут немає. Тому глядачі були в постійній напрузі: а куди ж поверне інтрига?
Дія починається з підтвердження Кнемоном свого прізвиська «відлюдник», бо він побив Состратового раба Піррія, якого хазяїн послав до старого буркотуна. Для підкреслення провідної риси характеру Кнемона Менандр не шкодує художніх засобів, використовуючи зокрема й еллінський міф про погляд Медузи Горгони, який перетворював людей на камені. У нападі мізантропії Відлюдник заявляє: «Коли б цей дивний дар (погляд Горгони. — Ю. К.) хтось дав тепер мені — \\ Виднілися би скрізь лиш статуї одні» (Пер. А. Содомори, 158—159).
Горгіїв раб Дав, побачивши, що Сострат розмовляв із Кнемоновою донькою, розповів про це своєму хазяїнові. Горгій вирішив стати на захист честі сестри від, як він хибно вважає, «легковажного залицяльника», тому зробив Состратові зауваження про негідність такої поведінки. Але той зізнався, що покохав дівчину з першого погляду і хоче з нею одружитися. Його щирість підкупила Горгія і, вирішивши допомогти Состратові, він попереджає приїжджого, що Кнемон хоче віддати доньку за якогось працелюбного селянина. Окрилений коханням, Сострат цілий день пропрацював із лопатою і страшенно втомився. Ще день такої праці і він навряд чи й витримав би. І тут, як це часто буває в комедіях Менандра, на допомогу Состратові приходить випадок: Кнемон, служниця якого впустила в криницю відро, поліз за ним і впав у воду. Отже, відлюдник потрапив у ситуацію, коли не зміг обійтися без допомоги тих самих людей, яких уникав. А на домомогу старому буркотунові прибігають, звісно, саме Горгій і Сострат. Після цієї події Кнемон немов переродився: він усвідомив свою помилку, визнав Горгія своїм сином і зробив висновок, що самотою на світі не проживеш. Користуючись нагодою, Горгій підвів до Кнемона свого товариша Сострата, який посватав Кнемонову доньку. І старий, хоч знає, що майбутній зять зовсім не трудівник-селянин, все-таки високо поцінував його вчинок.
Тепер справа за батьком Сострата — багатієм Калліпідом, у якого є ще й донька на виданні. Сострат просить батька віддати сестру за бідняка Горгія. Звичайно, багатий Калліпід від такої перспективи не в захваті, але комедія добігає кінця, який має бути неодмінно щасливим. Калліпід дає згоду на обидва шлюби. Ці подвійні заручини учасники комедії святкують у печері того самого Пана, монологом якого починалася комедія, що є її своєрідним обрамленням і ще одним свідченням майстерності Менандра.

## «Третейський суд»
Від комедії «Третейський суд» збереглося понад 670 рядків (значну їхню частину переклав І. Франко). Зміст її такий. Під час дівочого свята юна Памфіла вночі була збезчещена сп'янілим юнаком Харісіем. Дівчина приховала те, що трапилося, а через кілька місяців батько Смікрін віддав її заміж за того ж Харісія, але молоді люди не пізнали один одного. Через деякий час Харісій у справах виїхав в інше місто. За його відсутності Памфіла народила дитину і, щоб приховати свою ганьбу, наказала рабині віднести дитину в корзині в ліс, залишивши в ній коштовності й перстень Харісія.
Раб Онисим розповів про все молодому господарю. Харісій, уважаючи себе зрадженим, залишає дружину, переїжджає до друга й наймає для розваг арфістку Габротонон, проте, забути Памфілу не може. Смікрін, нічого не знаючи, обурений поводженням Харісія. Він зустрічає рабів Дава й Сіріска, які просять його стати третейським суддею в суперечці щодо дитини, знайденої Давом. Раб віддав її Сіріску, а коштовності залишив собі, проте, той почав вимагати і їх, оскільки вони належали дитині, у майбутньому мати могла за цими прикметами знайти її. Саме тому Смікрін присуджує й речі Сіріскові, який вступає на захист дитини.
Раб Онисим побачив у Сіріска перстень Харісія й відібрав його. З'являється Габротонон, обурена холодним відношенням Харісія.
Впевнена, що Харісій — батько дитини, вона забирає каблучку в Онисима і видає себе за жертву насильства. Врешті таємниця розкривається, і п'єса закінчується щасливо.
Ця комедія має чітке гуманістичне спрямування. Шляхетна поведінка раба Сіріска, гетери Габротонон, страждаючої Памфіли й навіть Харісія, який, зрозумівши глибину свого злочину, перероджується, розкриває в цих персонажах глибоку людяність, сильне бажання допомогти іншому, а також критично оцінити власні дії, щоб потім направити їх на добро. Показовою є сцена, що спочатку сприймається як суто комічна. Раб Онисим побачив, як Харісій підслуховує бесіду батька з Памфілою. Раб розцінює поводження Харісія як напад хвороби:
Жовч чорна в ньому, напевно, зовсім розлилася,
Чи щось подібне! З користі з'їхав він…
Ач скрикнув!.. Раптом тріснув кулаком себе,
По голові, а через мить сказав щось знов…
Прослухавши усе, він до кімнати втік,
І почалось рвання волосся, дикий плач,
Мов божевілля…
Але після Онисима виступає з надзвичайно драматичним монологом Харісій. Уперше в античній драматургії з'являються такі філософські, проникливі за своєю глибиною роздуми головного героя, випереджаючи картання Гамлетом своєї пасивності. Тільки Харісій докоряє собі за свою пихатість, небажання зрозуміти моральну зверхність Памфіли над ним, простити її за вчинок, у якому вона була безневинна. Харісій висуває обвинувачення собі так:
Ось він увесь — безгрішний наче слави раб,
Умом вирішує, де сутність зла й добра,
Незаплямований, живий він ідеал!
Поганобожество зі мною обійшлося,
Бо й так і слід… Воно мені наче віща:
Як смієш, нечестивець, хоч людина ти,
Чванливим буть, зноситись та ще й повчать?